# 台中市公車359路
台中市公車359路停駛前行駛自東海別墅到文心森林公園，由捷順交通營運。

## 歷史
- 2014年7月28日：配合BRT藍線通車，新闢為BRT接駁公車藍13路（臺中港旅客服務中心－文心森林公園），由統聯客運營運。
- 2015年7月8日：配合優化公車專用道上路，藍13路恢復原87路（新民高中－臺中港港務大樓－關連工業區）路段，並改號為308路。原文心森林公園－東海別墅之區間改為359路。[1][2][3][4][5][6][7][8]
- 2016年4月30日：由捷順交通接手營運。
- 2018年9月20日：增停「捷運水安站」；「文心森林公園（文心路）」、「文心臺灣大道口」分別更名為「捷運文心森林公園站」、「捷運臺中市政府站」。
- 2019年8月9日：調整部分班次發車時刻。
- 2021年4月17日：調整路線，往捷運文心森林公園站方向於臺灣大道路段改行駛優化專用道。
  - 新增站位：「新光／遠百（專用道）」（往捷運文心森林公園站方向）。
  - 裁撤站位：「新光三越」（往捷運文心森林公園站方向）、「教師新村」（往捷運文心森林公園站方向）。
- 2023年8月30日：調整發車時刻。
- 2023年12月23日：宣布停駛。

## 路線基本資料
全程行車里數約12.4公里，全程行車時間約1小時。去程往文心森林公園共38站，返程往東海別墅共39站。
本路線自東海別墅起，沿西屯區臺灣大道四段、玉門路、西屯路三段、福康路、福科路、黎明路三段、福星北路、福星路、逢甲路、青海路二段、河南路二段、臺灣大道三段、文心路二、一段到捷運文心森林公園站。

### 時刻表
- 時刻表僅供參考，請以捷順交通網站公告為準。時刻表更新時間為2023年8月30日。

 平日
| 台中市公車359路平日時刻表 | 台中市公車359路平日時刻表 | 台中市公車359路平日時刻表 | 台中市公車359路平日時刻表 |
| ------------------------- | ------------------------- | ------------------------- | ------------------------- |
| 東海別墅開時刻            | 東海別墅開備註            | 捷運文心森林公園站開時刻  | 捷運文心森林公園站開備註  |
| 05:40                     | -                         | 06:40                     | -                         |
| 06:00                     | -                         | 07:00                     | -                         |
| 07:40                     | -                         | 08:40                     | -                         |
| 08:40                     | -                         | 09:40                     | -                         |
| 10:50                     | -                         | 11:50                     | -                         |
| 12:30                     | -                         | 13:30                     | -                         |
| 14:40                     | -                         | 15:40                     | -                         |
| 15:40                     | -                         | 16:50                     | -                         |
| 17:10                     | -                         | 18:40                     | -                         |
| 18:10                     | -                         | 19:40                     | -                         |

假日
| 台中市公車359路假日時刻表 | 台中市公車359路假日時刻表 | 台中市公車359路假日時刻表 | 台中市公車359路假日時刻表 |
| ------------------------- | ------------------------- | ------------------------- | ------------------------- |
| 東海別墅開時刻            | 東海別墅開備註            | 捷運文心森林公園站開時刻  | 捷運文心森林公園站開備註  |
| 06:00                     | -                         | 07:00                     | -                         |
| 06:30                     | -                         | 07:30                     | -                         |
| 08:00                     | -                         | 09:00                     | -                         |
| 09:30                     | -                         | 10:30                     | -                         |
| 11:00                     | -                         | 12:00                     | -                         |
| 13:00                     | -                         | 14:00                     | -                         |
| 14:30                     | -                         | 15:30                     | -                         |
| 16:00                     | -                         | 17:00                     | -                         |
| 17:00                     | -                         | 18:00                     | -                         |
| 18:00                     | -                         | 19:00                     | -                         |

### 收費
依里程計費，刷電子票證10公里免費

票價查詢：台中市政府交通局－市區公車票價查詢系統 （页面存档备份，存于）

### 停站
- 參見右側站牌路線圖。
- 路線圖更新時間為2023年4月29日。